# Bhutanitis lidderdalii
Bhutanitis lidderdalii är en fjärilsart som beskrevs av Atkinson 1873. Bhutanitis lidderdalii ingår i släktet Bhutanitis och familjen riddarfjärilar. Inga underarter finns listade i Catalogue of Life. Arten förekommer i Bhutan, Indien, Kina, Myanmar och Thailand.
Denna fjäril lever i bergstrakter i Bhutan, södra Kina, Nepal, nordöstra Indien, norra Myanmar och norra Laos. Den hittas 1500 till 2750 meter över havet. Exemplaren vistas i fuktiga skogar och de besöker savanner samt andra gräsmarker. Ifall Bhutanitis lidderdalii ocellatomaculata räknas som underart, vistas arten även i lövfällande skogar i norra Thailand.
Larverna lever på olika arter av växtfamiljen Aristolochiaceae. I östra Himalaya är Aristolochia griffithi den enda arten av sitt släkte. Fortplantningen sker under regntiden mellan april och november. Äggen läggs vanligen i bladverket vid trädens kronor. Vuxna exemplar äter nektar och pollen från växtfamiljerna slideväxter och flockblommiga växter samt av gängel, Cyananthus incanus och Machilus odoratissima.
Beståndet hotas regionalt av skogsröjningar och av bränder. Några exemplar fångas och säljs till samlare. IUCN listar arten som livskraftig (LC).

## Bildgalleri

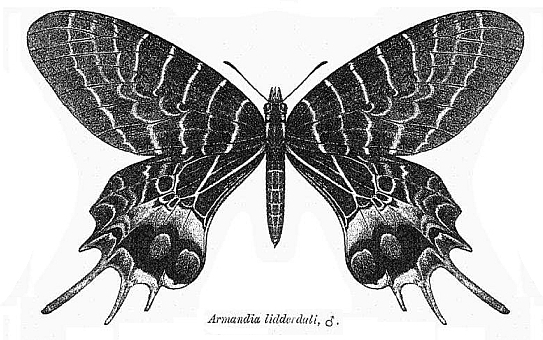
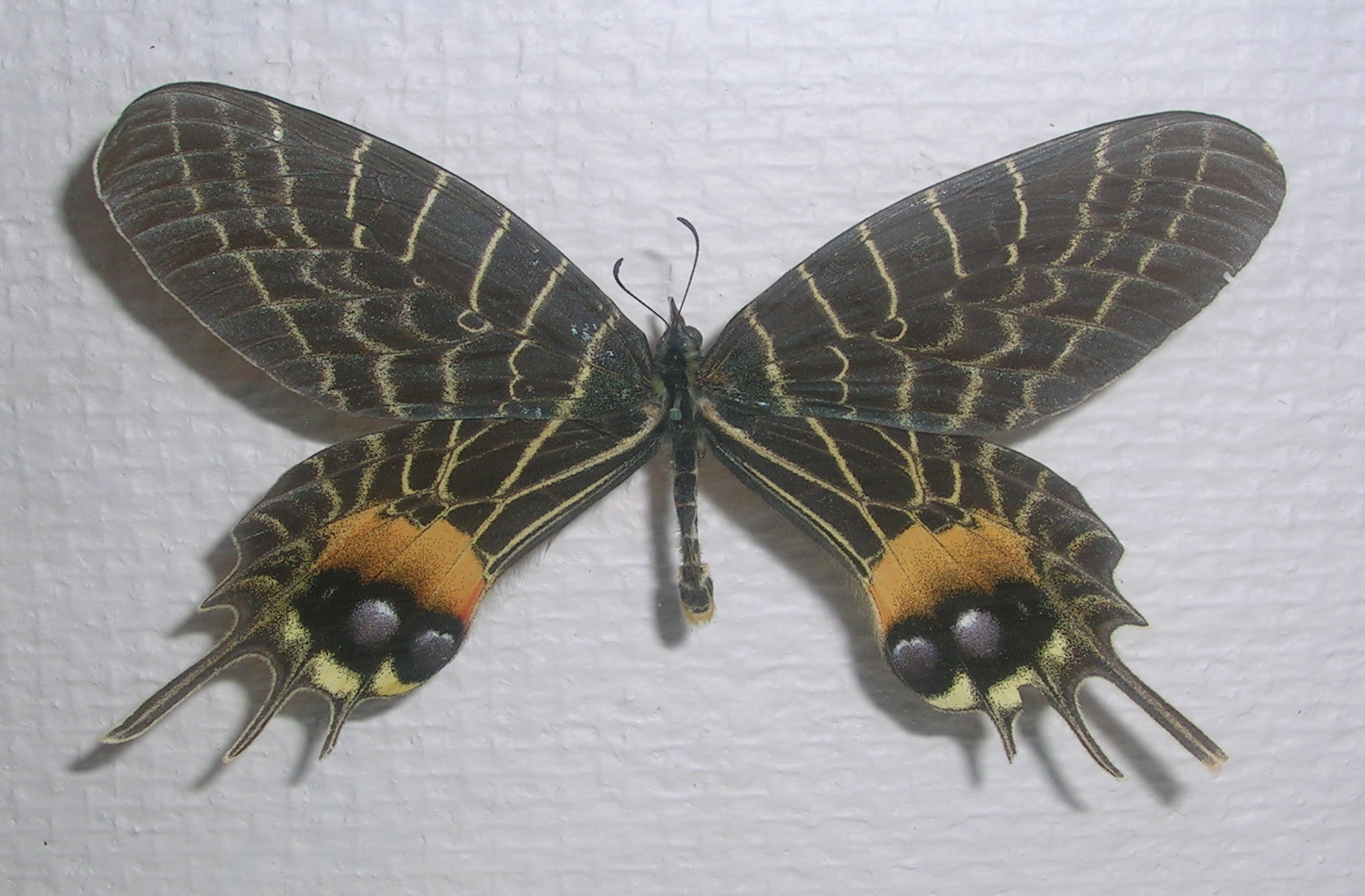
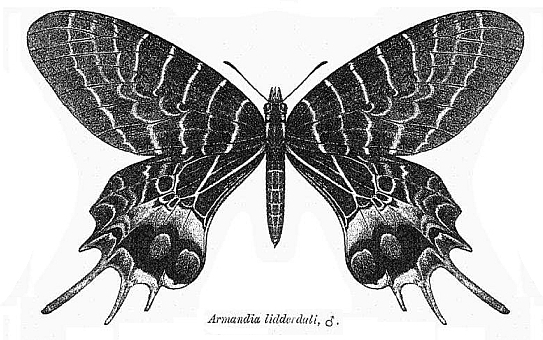